# Vanessa

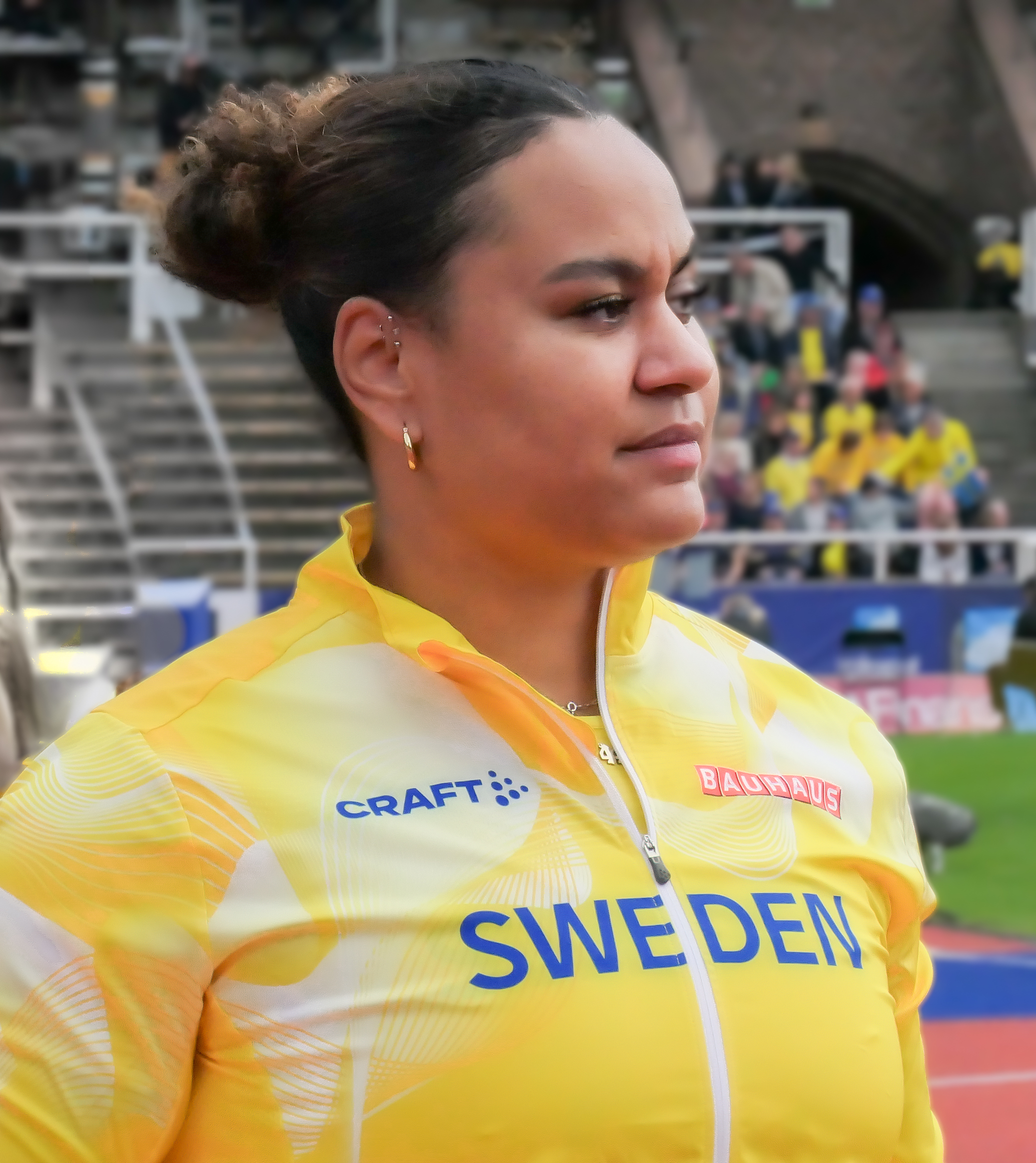
Vanessa Kamga, 2023.

Vanessa är ett kvinnonamn. Namnet är ett litterärt påfund av domprosten och författaren Jonathan Swift(1667-1745) smeknamnet på hans kvinnliga bekantskap Esther Vanhomrigh  (cirka 1688-1723). Vanessa är ett delvis anagram över hennes namn. Smeknamnet han hade gett henne dök upp i tryck 1726 som titeln på dikten Cadenus and Vanessa, som han hade skrivit 1713. Esther var dotter till Bartolomeus van Homrigh († 1703), en köpman från Amsterdam, som bodde i Dublin. 
I den finlandssvenska namnsdagslängden har Vanessa namnsdag 25 februari sedan 2010.

## Statistik
Den 31 december 2006 fanns det 2 034 kvinnor i Sverige med namnet, 1 528 av dessa hade det som förstanamn/tilltalsnamn.

## Personer med namnet Vanessa
- Vanessa Bell, brittisk konstnär
- Vanessa Borgli, norsk skådespelare
- Vanessa Carlton, amerikansk sångare
- Vanessa Chinitor, belgisk sångare
- Vanessa Falk, svensk sångerska/låtskrivare och poddare
- Vanessa Hudgens, amerikansk skådespelare och sångare
- Vanessa Incontrada, italienskspansk fotomodell, skådespelare och programledare
- Vanessa Kamga, svensk friidrottare
- Vanessa Mae, singaporiansk violinist
- Vanessa Marcil, amerikansk skådespelare
- Vanessa Minnillo, amerikansk TV-programledare och tidigare Miss Teen USA
- Vanessa Paradis, fransk sångerska och skådespelare
- Vanessa Redgrave, brittisk skådespelare
- Vanessa Stacey, nyzeeländsk skådespelare
- Vanessa L. Williams, amerikansk sångare